# Stéphane Barin
Pour les articles homonymes, voir Barin.
Stéphane Barin (né le 8 janvier 1971 à Saint-Martin-d'Hères en France) est un joueur professionnel français de hockey sur glace devenu entraîneur.

## Biographie
Stéphane Barin a commencé sa carrière chez les Brûleurs de loups de Grenoble. Sélectionné dans l'équipe de France junior de 1989 à 1991, il est ensuite devenu un membre de l'équipe de France de hockey sur glace de 1991 à 2009.
En 1990, il remporte le trophée Jean-Pierre-Graff remis au meilleur espoir du championnat de France.
Après Grenoble, il joue en première division à Chamonix et Amiens. Après un détour d'une saison en Autriche, il revient pour une saison à Grenoble puis signe pour l'équipe des Krefeld Pinguine dans le championnat allemand (DEL). Il joue cinq saisons en Allemagne avant de revenir en France où il a été entraîneur-joueur des Ours de Villard-de-Lans jusqu'à la saison 2008-2009. Il a annoncé sa retraite de joueur en septembre 2009, mais reste entraîneurs des Ours.
Après avoir mis un terme à sa carrière en 2007 il revient en équipe de France en 2009.
Il devient entraîneur des Gamyo d'Épinal en 2015, et reste une saison et demie à la tête de l'équipe.

## Statistiques
| Saison        | Équipe                        | Ligue         |     | Saison régulière | Saison régulière | Saison régulière | Saison régulière | Saison régulière |    | Séries éliminatoires | Séries éliminatoires | Séries éliminatoires | Séries éliminatoires | Séries éliminatoires |
| Saison        | Équipe                        | Ligue         | PJ  | B                | A                | Pts              | Pun              | PJ               | B  | A                    | Pts                  | Pun                  |                      |                      |
| 1988-1989     | Brûleurs de loups de Grenoble | France        | 9   | 0                | 1                | 1                | 8                |                  |    |                      |                      |                      |                      |                      |
| 1989-1990     | Brûleurs de loups de Grenoble | France        | 39  | 6                | 11               | 17               | 10               |                  |    |                      |                      |                      |                      |                      |
| 1990-1991     | Brûleurs de loups de Grenoble | France        | 26  | 10               | 6                | 16               | 18               | 10               | 2  | 1                    | 3                    | 8                    |                      |                      |
| 1991-1992     | Chamois de Chamonix           | France        | 33  | 11               | 14               | 25               | 34               |                  |    |                      |                      |                      |                      |                      |
| 1992-1993     | Chamois de Chamonix           | France        | 29  | 20               | 26               | 46               | 44               |                  |    |                      |                      |                      |                      |                      |
| 1993-1994     | Chamois de Chamonix           | France        | 18  | 4                | 13               | 17               | 10               | 12               | 3  | 3                    | 6                    | 10                   |                      |                      |
| 1994-1995     | Chamois de Chamonix           | France        | 16  | 8                | 17               | 25               | 39               | 10               | 3  | 1                    | 4                    | 22                   |                      |                      |
| 1995-1996     | Gothiques d'Amiens            | France        | 24  | 12               | 19               | 31               | 36               | 13               | 1  | 4                    | 5                    | 14                   |                      |                      |
| 1996-1997     | EC Villach SV                 | ÖEL           | 36  | 5                | 8                | 13               | 6                |                  |    |                      |                      |                      |                      |                      |
| 1997-1998     | Brûleurs de loups de Grenoble | France        | 39  | 21               | 29               | 50               | 82               |                  |    |                      |                      |                      |                      |                      |
| 1998-1999     | Krefeld Pinguine              | DEL           | 48  | 5                | 14               | 19               | 12               | 4                | 2  | 0                    | 2                    | 0                    |                      |                      |
| 1999-2000     | Krefeld Pinguine              | DEL           | 56  | 12               | 8                | 20               | 18               | 4                | 1  | 2                    | 3                    | 10                   |                      |                      |
| 2000-2001     | Krefeld Pinguine              | DEL           | 57  | 13               | 23               | 36               | 28               |                  |    |                      |                      |                      |                      |                      |
| 2001-2002     | Krefeld Pinguine              | DEL           | 60  | 4                | 17               | 21               | 16               | 3                | 0  | 0                    | 0                    | 4                    |                      |                      |
| 2002-2003     | Krefeld Pinguine              | DEL           | 41  | 2                | 9                | 11               | 20               | 14               | 2  | 0                    | 2                    | 4                    |                      |                      |
| 2003-2004     | Avalanches du Mont-Blanc      | D1 France     | 27  | 12               | 16               | 28               | 18               |                  |    |                      |                      |                      |                      |                      |
| 2004-2005     | Avalanches du Mont-Blanc      | D1 France     | 27  | 14               | 9                | 23               | 20               |                  |    |                      |                      |                      |                      |                      |
| 2005-2006     | Ours de Villard-de-Lans       | France        | 25  | 4                | 9                | 13               | 20               | 3                | 0  | 1                    | 1                    | 2                    |                      |                      |
| 2006-2007     | Ours de Villard-de-Lans       | France        | 26  | 3                | 8                | 11               | 20               | 6                | 1  | 2                    | 3                    | 6                    |                      |                      |
| 2008-2009     | Ours de Villard-de-Lans       | France        | 20  | 2                | 3                | 5                | 6                | 3                | 0  | 0                    | 0                    | 0                    |                      |                      |
| Totaux France | Totaux France                 | Totaux France | 301 | 101              | 156              | 257              | 327              | 57               | 10 | 12                   | 22                   | 62                   |                      |                      |

## Carrière internationale
- Équipe de France junior :
  - 1989 à 1991
- Équipe de France :
  - Championnats du monde : 1991, 1992, 1993, 1994, 1995, 1996, 1997, 1998, 1999 et 2000
  - Championnats du monde division 1 : 2002, 2006 et 2007
  - Jeux olympiques : 1992, 1994, 1998 et 2002

## Palmarès
Collectifs
- Avec les Brûleurs de Loups de Grenoble
  - Championnat de France :
    - 1991
    - 1998
- Avec les Krefeld Pinguine
  - Championnat d'Allemagne :
    - 2003

Personnels
- Avec les Brûleurs de Loups de Grenoble
  - Trophée Jean-Pierre-Graff :
    - 1990
- Avec le Gamyo d'Épinal
  - Trophée Camil-Gélinas :
    - 2016